# John Harvard
Pour les articles homonymes, voir Harvard (homonymie) et John Harvard (homonymie).
John Harvard, né le 26 novembre 1607 à Londres et mort le 14 septembre 1638 à Boston, est un pasteur protestant puritain philanthrope anglais, premier donateur bienfaiteur historique (et non pas fondateur) de l'Université Harvard, fondée le 8 septembre 1636 à Cambridge près de Boston. C'est la plus ancienne université des États-Unis et l'une des plus prestigieuses.

## Biographie
John Harvard naît le 26 novembre 1607 dans le quartier londonien de Southwark. Quatrième enfant sur neuf de Robert Harvard (1562-1625), propriétaire d'une boucherie et d'une taverne, et de son épouse Katherine Rogers (1584-1635), native de Stratford-upon-Avon (voir Harvard House). Il est baptisé dans la cathédrale de Southwark et passe son enfance dans son quartier natal.
En 1625, la peste anéantit sa famille dont il ne reste que son frère Thomas et sa mère qui se remarie avec John Elletson (1580-1626) puis avec Richard Yearwood (1580-1632).
Il suit des études à Emmanuel College de l'Université de Cambridge d’où il sort avec une maîtrise en 1635.
En 1636, il épouse Ann Sadler (1614-1655) avec qui il émigre vers l'Outre-Atlantique en Nouvelle-Angleterre à Charlestown près de Boston en 1637.
Le 14 septembre 1638, il disparaît de la tuberculose à l'âge de 30 ans et repose depuis à Charlestown. Sans enfants, il lègue alors par testament la moitié de sa fortune (780 Livres sterling) et l’intégralité de son importante bibliothèque de 400 volumes à l'université (qui débute avec 9 élèves et 1 professeur, le jésuite Nathaniel Eaton) ce qui fait de lui le premier généreux donateur historique de cette institution. En 1639, l'université est rebaptisée « Harvard » en son honneur.